# 臨邛郡
临邛郡，中国南北朝到隋朝的郡。

## 北朝臨邛郡
西魏废帝二年（553年），设置临邛郡，治所在临邛县（今四川省邛崃市）。辖区包括今四川省邛崃市附近等地。隋朝开皇初年废除。

## 隋代臨邛郡
隋大业三年（607年），雅州改名临邛郡。治所在严道县（今四川省雅安市西）。下辖辖区包括今四川省雅安市、名山区、芦山县、汉源县、荥经县、邛崃市等地。唐朝建立，临邛郡重新改为雅州。

## 唐代臨邛郡
天宝、至德年间一度把邛州改为临邛郡。下辖临邛县、依政县、蒲江县、临溪县、火井县、大邑县、安仁县。
唐朝臨邛郡太守
- 柳奕（756年—757年）